# Острів яхт і таємниць
«Острів яхт і таємниць» (англ. Martha's Vineyard Mysteries) — американський детективний телесеріал. Прем'єра відбулася 12 січня 2021 року. В Україні прем'єра відбудеться 21 липня 2025 року на телеканалі 1+1 Україна. Головні ролі виконали Джессі Меткалф, Сара Лінд, Челсі Хоббс. Серіал заснований на романах Філіпа Р. Крейґа. Син автора, сержант поліції в Едґартауні, допомагав знімальній групі зробити історії максимально реалістичними.

## Сюжет
Джефф Джексон — колишній детектив із Бостона, який достроково вийшов на пенсію після того, як куля застрягла в його хребті. Він вирішує повернутися до будинку свого покійного батька на острові Мартас-Він’ярд. Там він зустрічає свою подругу й колишню шкільну кохану — Зі Мадейрас, лікарку місцевої лікарні, яка за потреби виконує обов’язки судмедексперта. Джефф часто залучається до розслідувань на острові начальником поліції — батьком Зі. Тим часом він поступово дізнається нові подробиці про те, хто саме стріляв у нього під час поліцейської операції, внаслідок якої загинув його напарник і друг.

## Актори та персонажі
| Актор          | Роль           | Опис                                                                              |
| -------------- | -------------- | --------------------------------------------------------------------------------- |
| Джессі Меткалф | Джефф Джексон  | детектива Бостонської поліції, який достроково вийшов на пенсію з медичних причин |
| Сара Лінд      | Зі Мадейрас    | лікарка та судмедекспертка                                                        |
| Ерік Кінлісайд | шериф Мадейрас | начальник поліції та батько Зі                                                    |
| Челсі Гоббс    | Джекі Шол      | місцева журналістка                                                               |
| Суніта Прасад  | Брітт Праджни  | менеджерка місцевого готелю та найкраща подруга Зі                                |

## Сезони
| Серія | Назва                    | Показ у США     | Показ в Україні |
| ----- | ------------------------ | --------------- | --------------- |
| 1     | Красиве місце для смерті | 12 січня 2020   | 21 липня 2025   |
| 2     | Суцільний обман          | 23 лютого 2020  | 22 липня 2025   |
| 3     | Кораблі серед ночі       | 17 січня 2021   | 23 липня 2025   |
| 4     |                          | 16 березня 2021 | 24 липня 2025   |